# Alcazarén (kommunhuvudort)
Alcazarén är en kommunhuvudort i Spanien.   Den ligger i provinsen Provincia de Valladolid och regionen Kastilien och Leon, i den centrala delen av landet, 130 km nordväst om huvudstaden Madrid. Alcazarén ligger 737 meter över havet och antalet invånare är 711.
Terrängen runt Alcazarén är platt, och sluttar västerut. Runt Alcazarén är det glesbefolkat, med 19 invånare per kvadratkilometer. Närmaste större samhälle är Mojados, 6,9 km norr om Alcazarén. Trakten runt Alcazarén består till största delen av jordbruksmark.